# Commission d'arbitrage de la Conférence de paix sur la Yougoslavie
 (décembre 2023).
La mise en forme du texte ne suit pas les recommandations de Wikipédia : il faut le « wikifier ».
Les points d'amélioration suivants sont les cas les plus fréquents. Le détail des points à revoir est peut-être précisé sur la page de discussion.
- Les titres sont pré-formatés par le logiciel. Ils ne sont ni en capitales, ni en gras.
- Le texte ne doit pas être écrit en capitales (les noms de famille non plus), ni en gras, ni en italique, ni en « petit »…
- Le gras n'est utilisé que pour surligner le titre de l'article dans l'introduction, une seule fois.
- L'italique est rarement utilisé : mots en langue étrangère, titres d'œuvres, noms de bateaux, etc.
- Les citations ne sont pas en italique mais en corps de texte normal. Elles sont entourées par des guillemets français : « et ».
- Les listes à puces sont à éviter, des paragraphes rédigés étant largement préférés. Les tableaux sont à réserver à la présentation de données structurées (résultats, etc.).
- Les appels de note de bas de page (petits chiffres en exposant, introduits par l'outil «  Source ») sont à placer entre la fin de phrase et le point final[comme ça].
- Les liens internes (vers d'autres articles de Wikipédia) sont à choisir avec parcimonie. Créez des liens vers des articles approfondissant le sujet. Les termes génériques sans rapport avec le sujet sont à éviter, ainsi que les répétitions de liens vers un même terme.
- Les liens externes sont à placer uniquement dans une section « Liens externes », à la fin de l'article. Ces liens sont à choisir avec parcimonie suivant les règles définies. Si un lien sert de source à l'article, son insertion dans le texte est à faire par les notes de bas de page.
- La présentation des références doit suivre les conventions bibliographiques. Il est recommandé d'utiliser les modèles {{Ouvrage}}, {{Chapitre}}, {{Article}}, {{Lien web}} et/ou {{Bibliographie}}. Le mode d'édition visuel peut mettre en forme automatiquement les références.
- Insérer une infobox (cadre d'informations à droite) n'est pas obligatoire pour parachever la mise en page.

Pour une aide détaillée, merci de consulter Aide:Wikification.
Si vous pensez que ces points ont été résolus, vous pouvez retirer ce bandeau et améliorer la mise en forme d'un autre article.
La Commission d'arbitrage de la Conférence de paix sur la Yougoslavie (communément appelée Commission Badinter) était un organe d'arbitrage créé par le Conseil des ministres de la Communauté économique européenne (CEE) le 27 août 1991 pour fournir des conseils juridiques à la Conférence européenne de paix sur la Yougoslavie. Robert Badinter, président du Conseil constitutionnel français, a été désigné président de la Commission de cinq membres composée de présidents de cours constitutionnelles d'États membres de la CEE. La Commission a rendu quinze avis sur des « questions juridiques majeures » soulevées par le conflit entre plusieurs républiques de la république fédérative socialiste de Yougoslavie (RFSY).

## Composition de la commission
- Robert Badinter, président du Conseil constitutionnel français
- Roman Herzog, président du Tribunal constitutionnel fédéral d'Allemagne
- Aldo Corasaniti, président de la Cour constitutionnelle italienne
- Francisco Tomás y Valiente, président du Tribunal constitutionnel espagnol
- Irène Pétry, présidente de la Cour constitutionnelle de Belgique

## Avis rendus par la Commission
Entre la fin de l'année 1991 et le milieu de l'année 1993, la Commission a rendu 15 avis sur des questions juridiques découlant de la fragmentation de la Yougoslavie.

### Avisno1(dissolution de la RFSY)
Le 20 novembre 1991, Lord Carrington, président de la Conférence de paix sur la Yougoslavie, a demandé si la sécession de certaines républiques de la république fédérative socialiste de Yougoslavie (RFSY) n'avait pas empêché cette dernière de continuer d'exister, comme le défendait la Serbie-et-Monténégro, ou si elle avait au contraire provoqué sa dissolution, toutes les républiques étant des successeurs égaux de la RFSY. La Commission répondit le 29 novembre 1991 que « la république fédérative socialiste de Yougoslavie est en train de se dissoudre ».

### Avisno2(autodétermination)
Le 20 novembre 1991, Lord Carrington demanda : « La population serbe de Croatie et de Bosnie-Herzégovine, en tant que peuple constitutif de la Yougoslavie, a-t-elle le droit à l'autodétermination ? ». La Commission a conclu le 11 janvier 1992 « que la population serbe de Bosnie-Herzégovine et de Croatie a droit à tous les droits relatifs aux minorités et aux groupes ethniques ... Les Républiques doivent accorder aux membres de ces minorités et groupes ethniques tous les droits et libertés fondamentaux reconnus par le droit international, y compris, le cas échéant, le droit de choisir sa nationalité ». L'avis étend également pour la première fois le principe de l'uti possidetis juris à l'ex-Yougoslavie.

### Avisno3(frontières)
Le 20 novembre 1991, Lord Carrington demanda : « Les frontières intérieures entre la Croatie et la Serbie et entre la Bosnie-Herzégovine et la Serbie peuvent-elles être considérées comme des frontières au sens du droit international public ? ». Appliquant le principe de l'uti possidetis juris, la Commission conclut le 11 janvier 1992 que « Les frontières entre la Croatie et la Serbie, entre la Bosnie-Herzégovine et la Serbie, et éventuellement d'autres États indépendants adjacents, ne peuvent être modifiées que par un accord librement conclu... . Sauf convention contraire, les anciennes frontières deviennent des frontières protégées par le droit international ».

### Avisno4(Bosnie-Herzégovine)
Il a été demandé à la Commission si l'indépendance de la Bosnie-Herzégovine devait être reconnue. La Commission s'est prononcée contre la reconnaissance car, contrairement aux autres républiques aspirant à l'indépendance, la Bosnie-Herzégovine n'a pas encore organisé de référendum sur cette question.

### Avisno5(Croatie)
La Commission a examiné la demande présentée par la Croatie concernant sa reconnaissance en tant qu'État indépendant. La Commission a estimé que l'indépendance de la Croatie ne devait pas encore être reconnue car la nouvelle Constitution croate n'intégrait pas les protections des minorités requises par la Communauté européenne. En réponse à cette décision, le président croate a écrit à Robert Badinter pour lui donner l'assurance que cette lacune serait comblée, et la Communauté européenne a alors reconnu la Croatie.

### Avisno6(Macédoine)
La Commission a recommandé à la Communauté européenne d'accepter la demande de reconnaissance de l'ancienne République yougoslave de Macédoine (aujourd'hui Macédoine du Nord) comme État indépendant, car la République avait donné les garanties nécessaires pour respecter les droits de l'Homme ainsi que la paix et la sécurité internationales. Cependant, la Communauté européenne a été initialement réticente à accepter les recommandations en raison de l'opposition grecque.

### Avisno7(Slovénie)
La Commission a recommandé à la Communauté européenne de reconnaître la Slovénie.

### Décision interlocutoire
La Commission a rejeté les objections serbes et monténégrines quant à son incompétence pour répondre aux trois demandes d'avis qu'elle avait reçues de Lord Carrington, ce qui a donné lieu aux avis 8, 9 et 10.

### Avisno8(achèvement du processus de dissolution de la RFSY)
La Commission a établi que le processus juridique de dissolution de la RFS de Yougoslavie était terminé et que la RFSY n'existait donc plus.

### Avisno9(règlement des problèmes de succession d'États)
La Commission a estimé que la succession d'États résultant de la dissolution de la RFSY devrait être résolue. Elle a précisé que le problème devait être résolu par accord mutuel entre les différents États successeurs, avec une répartition équitable des actifs et obligations internationaux de l'ex-RFSY. Elle a également estimé que la participation de la RFSY aux organisations internationales ne pourrait être maintenue ou reprise par aucun État successeur, mais que chaque État nouvellement indépendant devrait demander à nouveau son adhésion à titre individuel.

### Avisno10(république fédérale de Yougoslavie ou Serbie-et-Monténégro)
Dans cet avis, la Commission a considéré que la république fédérale de Yougoslavie (RFY, constituée de la Serbie et du Monténégro) ne pouvait pas légalement être considérée comme une continuation de l'ancienne république fédérative socialiste de Yougoslavie (RFSY), mais qu'il s'agissait d'un nouvel État. Ainsi, la Communauté européenne ne devrait pas reconnaître automatiquement la RFY mais appliquer les mêmes critères que pour la reconnaissance des autres États nés de la dissolution de la RFSY.

## Texte
Le texte des dix premiers avis de la Commission Badinter a été publié dans le European Journal of International Law. Les avis 1 à 3 sont reproduits dans 3 EJIL 1[Quoi ?] (1992) pp. 182ff (disponible en ligne ou gratuitement sur  ). Les avis 4 à 10 sont reproduits dans 4 EJIL 1[Quoi ?] (1993) pp. 74ff ( disponible en ligne ).

## Critique de l'avisno3
Peter Radan, un universitaire australien d'origine serbe, a critiqué l'interprétation de la Constitution de la RFSY par la Commission Badinter. Outre les principes du droit international, la Commission Badinter a cherché à justifier la pertinence du principe de l'intangibilité des frontières en se référant à l'article 5 de la Constitution de 1974 de la Yougoslavie. La Commission a déclaré que le principe d'intangibilité des frontières s'appliquait d'autant plus facilement aux Républiques que les deuxième et quatrième alinéas de l'article 5 de la Constitution de la RFSY disposaient que les territoires et les frontières des Républiques composant la RFSY ne pouvaient être modifiés sans leur consentement.
L'article 5 dispose :

« (1) Le territoire de la RFSY est indivisible et comprend les territoires de ses républiques socialistes.
(2) Le territoire d'une république ne peut être modifié sans le consentement de cette république, et le territoire d'une province autonome — sans le consentement de cette province autonome.
(3) Les frontières de la RFSY ne peuvent être modifiées sans l'accord de toutes les républiques et provinces autonomes.
(4) La frontière entre les républiques ne peut être modifiée que sur la base de leur accord et, dans le cas d'une frontière d'une province autonome, sur la base de son accord. »

En ce qui concerne l'article 5, sa critique est que la Commission Badinter s'est fait usage de citations sélectives. La raison de Radan pour cette opinion est qu'en s'appuyant sur les paragraphes 2 et 4 de l'article 5, la Commission Badinter a ignoré les dispositions des paragraphes 1 et 3. Ce faisant, elle justifiait la division de la RFSY et la modification de ses frontières internationales en violation des paragraphes 1 et 3. Radan soutient que l'intégrité territoriale des républiques et le caractère sacré de leurs frontières mentionnés aux paragraphes 2 et 4 de l'article 5 ne s'appliquaient que dans le contexte de l'État yougoslave dont l'intégrité territoriale et les frontières restaient en place. Selon Radan, une république cherchant à violer les dispositions des paragraphes 1 et 3 de l'article 5 pourrait difficilement bénéficier des garanties contenues dans les paragraphes 2 et 4. Par conséquent, il fait valoir que l’article 5 ne soutient pas l’application du principe d'intangibilité des frontières à la fragmentation de la RFSY.
Sur la base de l'analyse ci-dessus du raisonnement de la Commission Badinter dans l'avis no 3, Radan conclut que ni les principes du droit international relatifs au respect du statu quo territorial et de l'uti possidetis juris ni les dispositions de l'article 5 de la Constitution de la RFSY de 1974 ne fournissent de justifications pour l'application du principe d'intangibilité des frontières et qu'en redéfinissant les nouvelles frontières entre États indépendants « il pourrait même être nécessaire de faciliter les transferts ordonnés et volontaires d'une partie de la population ».

## Voir également
- Résolution 777 du Conseil de sécurité des Nations unies
- Avis consultatif de la Cour internationale de Justice sur la déclaration d'indépendance du Kosovo
- Mémorandum de l'Académie serbe des sciences et des arts